# Malonian dietylu

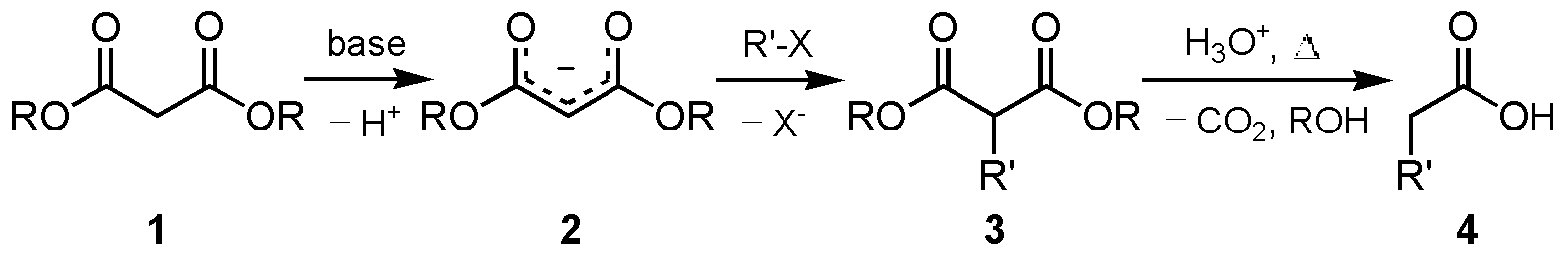
Synteza z użyciem estru malonowego

Malonian dietylu, DEM (od ang. diethyl malonate) – organiczny związek chemiczny będący estrem dietylowym kwasu malonowego. Jest nierozpuszczalny w wodzie i dobrze rozpuszczalny w rozpuszczalnikach organicznych. Stosuje się go szeroko w syntezie organicznej, na przykład do produkcji barbituranów, witaminy B1 i witaminy B6.
Atomy wodoru w pozycji α malonianu dietylowego (pomiędzy grupami karbonylowymi) wykazują podwyższoną kwasowość ze względu na stabilizację karboanionu powstającego po oderwaniu protonu:

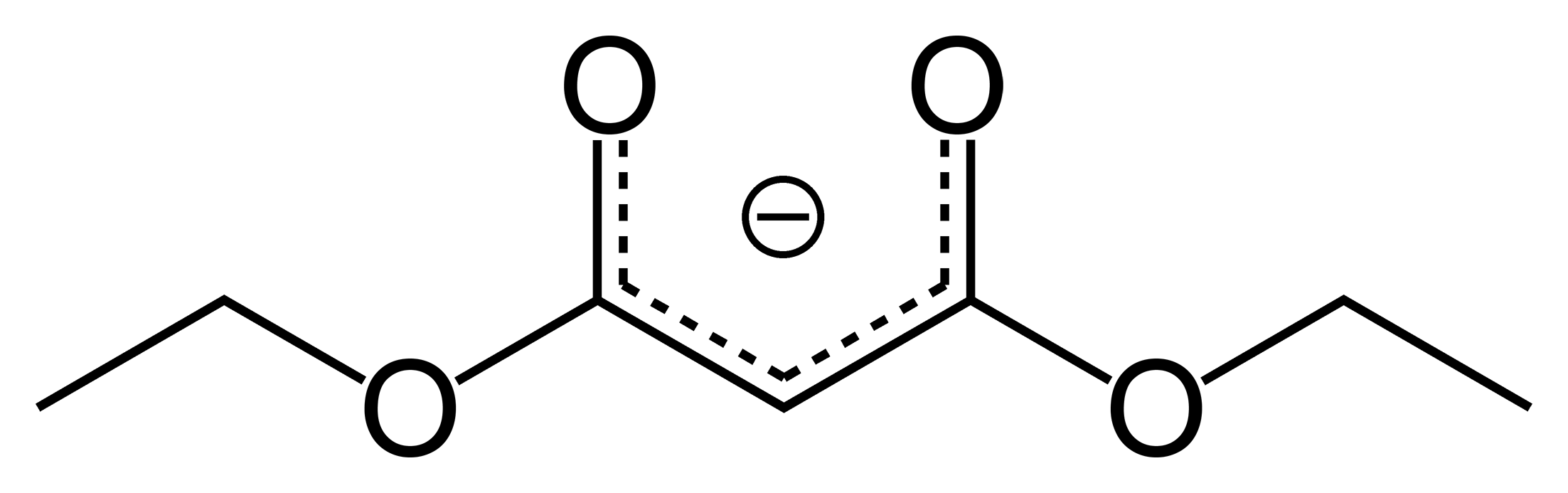
Stabilizacja karboanionu malonianu dietylowego w wyniku delokalizacji ładunku ujemnego

Typowa synteza z użyciem estru malonowego polega na alkilowaniu deprotonowanego estru za pomocą halogenku alkilu i następującej po nim dekarboksylacji z wytworzeniem kwasu karboksylowego: